# 아르멘 바그다사로프
아르멘 유리예비치 바그다사로프(우즈베크어: Armen Yuryevich Bagdasarov, 러시아어: Арме́н Ю́рьевич Багдаса́ров, 1972년 7월 31일~)는 우즈베키스탄의 전 유도 선수이다. 1996년, 2000년 하계 올림픽에 우즈베키스탄 국가대표로 참가하였으며, 1996년 하계 올림픽에서 은메달을 획득하여 우즈베키스탄 최초의 하계 올림픽 메달리스트이자 올림픽 은메달리스트가 되었다. 이 외에 아시안 게임에서 은메달 1개, 아시아 선수권 대회에서 금메달과 동메달을 2개씩 획득하였다.

## 생애
우즈베키스탄의 수도 타슈켄트에서 태어난 바그다사로프는 1992년 11월에 독립국가연합 주니어 국가대표로서 이스라엘의 예루살렘에서 열린 유럽 유도 주니어 선수권 대회에 참가하여 -86kg 부문에서 네덜란드의 벤 소네만스를 누르고 동메달을 획득했으며 1993년에 우즈베키스탄 유도 국가대표로 발탁된 후 2001년까지 국가대표 선수로 활동했다. 1993년 10월에는 캐나다의 해밀턴에서 열린 세계 유도 선수권 대회에 참가하였다. 그는 준결승전에서 일본의 나카무라 요시오에게 패하고, 동메달 결정전에서는 스페인의 레온 비야르에게 패하여 우크라이나의 루슬란 마슈렌코와 함께 공동 5위를 기록했다. 이후 1994년과 1995년에 모스크바 유도 인터내셔널 토너먼트에서 우승을 차지하면서 전성기를 맞이했다. 또 1995년 11월에는 인도의 뉴델리에서 열린 아시아 유도 선수권 대회에 참가하여 일본의 다나베 마사루와 함께 동메달을 목에 걸었다.
이듬 해인 1996년 7월에는 올림픽 국가대표로 활동하여 미국의 애틀랜타에서 열린 하계 올림픽에 참가하여 아이티의 소모자 셀레스탱, 러시아의 올레크 말체프, 리투아니아의 알기만타스 메르케비추스, 루마니아의 아드리안 크로이토루를 꺾고 결승에 진출하였으며, 결승에서 대한민국의 전기영에게 한판패를 당하여 은메달을 획득하였다. 바그다사로프는 이 대회를 통해 우즈베키스탄 최초의 하계 올림픽 메달리스트이자 최초의 올림픽 은메달리스트가 되었다. 같은 해 11월에는 베트남의 호찌민 시에서 열린 아시아 선수권 대회에서 일본의 아리카와 고세이를 누르고 금메달을 획득하였고, 일본의 도쿄에서 열린 가노 지고로 컵에서 프랑스의 뱅상조 카라베타와 일본의 나카지마 야스히로의 뒤를 이어 동메달을 획득했다.
1997년 2월에는 독일의 뮌헨에서 열린 월드 마스터스에서 7위를 하였고, 1998년 12월에는 타이의 방콕에서 열린 아시안 게임에 우즈베키스탄 국가대표로 참가하여 결승까지 올랐으나 결승전에서 일본의 이노우에 고세이에게 패하여 은메달을 획득하였다. 1999년 1월에는 가노 지고로 컵 5위를 하였고, 3월에는 뉴욕 유도 오픈에서 캐나다의 윌리엄 톰프슨에게 밀려 준우승을 기록했다. 그 해 6월에는 중화인민공화국의 원저우에서 열린 아시아 선수권 대회에 참가하여 일본의 다나베를 꺾으며 다시 한 번 아시아 선수권 대회에서 우승하였다. 7월에는 스페인의 팔마데마요르카에서 열린 하계 유니버시아드 대회에 참가하여 캐나다의 키스 모건의 뒤를 이어 은메달을 획득하였다.
2000년 2월에는 파리 투어에서 동메달을 획득하고 뮌헨 월드 마스터스에서 5위를 기록했다. 이후 그 해 5월에는 일본 오사카에서 열린 아시아 선수권 대회에 참가하여 대한민국의 박성근과 일본의 이노우에 도모카즈의 뒤를 이어 동메달을 획득하였다. 그 해 9월에는 오스트레일리아의 시드니에서 열린 올림픽에 우즈베키스탄 국가대표로 참가하여 첫 상대인 튀르키예의 사도크 칼구이를 한판승으로 꺾었으나 다음 상대인 브라질의 마리우 사비누에게 유효를 허용하여 패했고, 패자부활전에서 이탈리아의 루이지 귀도에게 패하여 탈락했다. 이후 2001년 2월에 파리 투어에서 리비아의 만수르 오타예크를 꺾고 동메달을 획득했으며, 3월에는 뉴욕 오픈 무제한급에서 일본의 다나카 류키에게 패하여 은메달을 획득했다. 이후 7월에 독일 뮌헨에서 열린 세계 선수권 대회에 참가하였다. 바그다사로프는 이 대회에서 리투아니아의 마류스 파슈케비추스를 꺾었으나 다음 상대인 캐나다의 니컬러스 길에게 패하여 탈락했고, 세계 선수권 대회를 끝으로 은퇴했다.
은퇴 후인 2001년에 우즈베키스탄 국가대표 코치가 되었으며, 우즈베키스탄 체육 연맹 회장을 지냈다. 또 우즈베키스탄 국립 스포츠 무술학교의 지도자로 활동했다. 2006년에는 우즈베키스탄 정부로부터 우즈베키스탄 명예 코치의 직함을 수여받았다.